# Скандинавський тур Led Zeppelin 1968
Скандинаський тур 1968 року британського рок-груту Led Zeppelin проходив у Данії та Швеції. Він розпочався 7 вересня і тривав до 17 вересня. Це був перший концертний тур музикантів.

## Огляд
Дебютний тур Led Zeppelin був виконанням концертних забов'заностей The Yardbirds, які розпалися влітку 1968 року. Проте, гітарист гурту Джиммі Пейдж — єдиний, хто залишився з Yardbirds — вирішив завершити контракт. Новий гурт Пейджа — Led Zeppelin — вирушив у турне. Саме тому колектив анонсували як «The Yardbirds» або «The New Yardbirds».
Як згадував вокаліст Роберт Плант:
|  | Ми не заробили на цьому турне. Взагалі нічого. Джиммі (Пейдж) вклав все до останнього пені, які заробив у Yardbirds, і цього навіть не вистачало. Поки Пітер Ґрант не прийняв їх, вони не заробили тих грошей, які повинні були. Ну от ми і записали альбом і припинили турне, розпустивши всю команду. |

Джиммі Пейдж суперечив Плантові, і казав що «тур був просто фантастичним, вони танцювали після кожного концерту». Також Джиммі пояснив назву гурту:
|  | Ми розуміли, що працюємо незаконним чином, але справи йшли швидко і Yardbirds припинили своє існування. Після повернення зі Скандинавії було зрозуміло, що сенсу у New Yardbirds не було, і ми вирішили змінити назву. Це стало свіжим початком для нас в усьому. |

## Пісні туру
Точної програми виступів у гурту у цьому турі немає, оскільки на цей час не було неофіційних бутлеґів Led Zeppelin. На сцені виконувалися композиції з програми The Yardbirds до їхнього розпаду, які були доповнені численними каверами. Виконувалися старі хіти Yardbirds, такі як «Train Kept A-Rollin'», «Dazed and Confused», «White Summer», та, можливо, «For Your Love» і матеріал з незавершеного дебютного альбому: «Communication Breakdown», «I Can't Quit You Baby», «You Shook Me», «Babe I'm Gonna Leave You» та «How Many More Times». Найбільш імовірно, що гурт виконував кавер на пісню Ґарнета Мейммса (впливовий американський соул-співак) «As Long As I Have You», яка була зіграна як частина попурі разом з «Fresh Garbage» (найвідоміший хіт американського гурту Spirit). Можливо, була виконана частина раннього барабанного соло Джона Бонама під назвою «Pat's Delight».
Можлива концертна програма гурту на тур:
1. «Train Kept A-Rollin'» (Бредшау, Кей, Манн)
2. «For Your Love» (Ґоулдмен)
3. «I Can't Quit You Baby» (Діксон)
4. «As Long As I Have You» (Мейммс)
5. «Dazed and Confused» (Пейдж)
6. «Communication Breakdown» (Бонам, Джонс, Пейдж)
7. «You Shook Me» (Діксон, Ленуа)
8. «White Summer»/«Black Mountain Side» (Пейдж)
9. «Pat's Delight» (Бонам)
10. «Babe I'm Gonna Leave You» (Бредон, Пейдж, Плант)
11. «How Many More Times» (Бонам, Джонс, Пейдж)

## Дати проведення
- 7 вересня  Молодіжний клуб Ґледсаксу, Егегорд Скол — Ґледсакс, Данія (перший вечірній концерт) [6]
- 7 вересня  Поп-Клуб Брьондбі, Ньоррегодссколен — Брьондбі, Данія (другиц вечірній концерт)
- 8 вересня  Ревентлоупаркен — Лолленд, Данія (післяобідній концерт)
- 8 вересня  Клуб Фьйордвіллья — Роскілле, Данія (вечірній концерт)
- 12 вересня  Стора Сцен — Стокгольм, Швеція
- 13 вересня  Клуб Інсайд — Стокгольм, Швеція
- 14 вересня  Енгбі Парк — Кнівста, Швеція
- 15 вересня  Лайсберг Емасмент Парк — Гетеборг, Швеція
- 17 вересня  Клуб Бонго — Мальме, Швеція